# جويل روزاريو
جويل روزاريو هو فارس دومينيكاني، ولد في 14 يناير 1985 في سانتو دومينغو في جمهورية الدومينيكان.